# Asmushausen
Asmushausen ist ein Ortsteil der Stadt Bebra im osthessischen Landkreis Hersfeld-Rotenburg.

## Geographische Lage
Der Stadtteil Asmushausen liegt ca. 5 km nordöstlich der Kernstadt Bebra im Bebratal, einem Teil des Richelsdorfer Gebirges. Im Westen führt die Bundesstraße 27, im Osten die Bahnstrecke Göttingen–Bebra am Ort vorbei. Asmushausen grenzt im Süden an Bebra, im Westen an Schwarzenhasel, im Norden an Rautenhausen und im Osten an Braunhausen.

## Geschichte

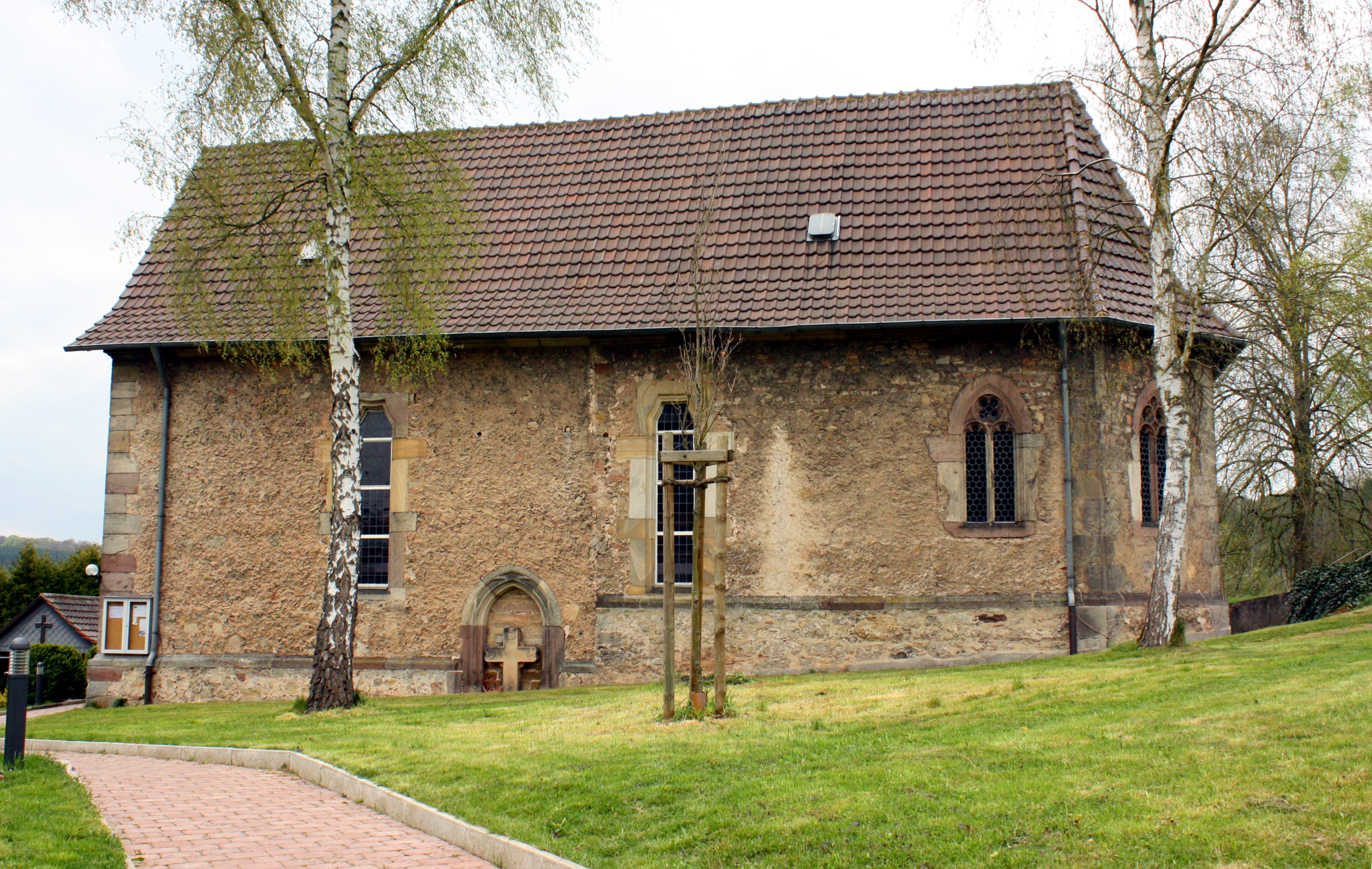
Die Dorfkirche

### Ortsgeschichte
Die älteste bekannte schriftliche Erwähnung von Asmushausen erfolgte unter dem Namen Asmundishusin im Jahr 1261.
Im Zuge der Gebietsreform in Hessen wurde die bis dahin selbständige Gemeinde Asmushausen zum 31. Dezember 1971 zusammen mit weiteren Gemeinden auf freiwilliger Basis in die Stadt Bebra eingegliedert. Für Asmushausen und die weiteren ehemaligen Gemeinden wurden je ein Ortsbezirk gebildet.

### Verwaltungsgeschichte im Überblick
Die folgende Liste zeigt die Staaten und Verwaltungseinheiten, denen Asmushausen angehört(e):
- vor 1567: Heiliges Römisches Reich, Landgrafschaft Hessen, Amt Rotenburg
- ab 1567: Heiliges Römisches Reich, Landgrafschaft Hessen-Kassel, Amt Rotenburg
  - 1627–1834: Landgrafschaft Hessen-Rotenburg (sogenannte Rotenburger Quart), teilsouveränes Fürstentum unter reichsrechtlicher Oberhoheit der Landgrafschaft Hessen-Kassel bzw. des Kurfürstentums Hessen, Amt Rotenburg
- ab 1806: Landgrafschaft Hessen-Kassel, Rotenburger Quart, Amt Rotenburg
- 1807–1813: Königreich Westphalen, Departement der Werra, Distrikt Hersfeld, Kanton Bebra
- ab 1815: Kurfürstentum Hessen, Rotenburger Quart, Amt Rotenburg[8]
- ab 1821/22: Kurfürstentum Hessen, Provinz Niederhessen, Rotenburger Quart, Kreis Rotenburg[9][Anm. 2]
- ab 1848: Kurfürstentum Hessen, Bezirk Hersfeld
- ab 1851: Kurfürstentum Hessen, Provinz Niederhessen, Kreis Rotenburg
- ab 1867: Königreich Preußen, Provinz Hessen-Nassau, Regierungsbezirk Kassel, Kreis Rotenburg
- ab 1871: Deutsches Reich,  Königreich Preußen, Provinz Hessen-Nassau, Regierungsbezirk Kassel, Kreis Rotenburg
- ab 1918: Deutsches Reich, Freistaat Preußen, Provinz Hessen-Nassau, Regierungsbezirk Kassel, Kreis Rotenburg
- ab 1944: Deutsches Reich, Freistaat Preußen, Provinz Kurhessen, Landkreis Rotenburg
- ab 1945: Amerikanische Besatzungszone, Groß-Hessen, Regierungsbezirk Kassel, Landkreis Rotenburg
- ab 1946: Amerikanische Besatzungszone, Hessen, Regierungsbezirk Kassel, Landkreis Rotenburg
- ab 1949: Bundesrepublik Deutschland, Hessen, Regierungsbezirk Kassel, Landkreis Rotenburg
- ab 1972: Bundesrepublik Deutschland, Hessen, Regierungsbezirk Kassel, Landkreis Hersfeld-Rotenburg, Stadt Bebra[Anm. 3]

### Bevölkerung
Einwohnerstruktur 2011
Nach den Erhebungen des Zensus 2011 lebten am Stichtag dem 9. Mai 2011 in Asmushausen 363 Einwohner. Darunter waren 3 (0,8 %) Ausländer.
Nach dem Lebensalter waren 57 Einwohner unter 18 Jahren, 138 zwischen 18 und 49, 87 zwischen 50 und 64 und 81 Einwohner waren älter. Die Einwohner lebten in 156 Haushalten. Davon waren 42 Singlehaushalte, 42 Paare ohne Kinder und 54 Paare mit Kindern, sowie 12 Alleinerziehende und keine Wohngemeinschaften. In 36 Haushalten lebten ausschließlich Senioren und in 99 Haushaltungen leben keine Senioren.
Einwohnerentwicklung
| Asmushausen: Einwohnerzahlen von 1834 bis 2018 | Asmushausen: Einwohnerzahlen von 1834 bis 2018 | Asmushausen: Einwohnerzahlen von 1834 bis 2018 | Asmushausen: Einwohnerzahlen von 1834 bis 2018 | Asmushausen: Einwohnerzahlen von 1834 bis 2018 |
| --- | ---------------------------------------------- | ---------------------------------------------- | ---------------------------------------------- | ---------------------------------------------- |
| Jahr |                                                |                                                |                                                | Einwohner                                      |
| 1834 | 1834                                           |                                                | 455                                            | 455                                            |
| 1840 | 1840                                           |                                                | 456                                            | 456                                            |
| 1846 | 1846                                           |                                                | 425                                            | 425                                            |
| 1852 | 1852                                           |                                                | 378                                            | 378                                            |
| 1858 | 1858                                           |                                                | 379                                            | 379                                            |
| 1864 | 1864                                           |                                                | 395                                            | 395                                            |
| 1871 | 1871                                           |                                                | 363                                            | 363                                            |
| 1875 | 1875                                           |                                                | 374                                            | 374                                            |
| 1885 | 1885                                           |                                                | 371                                            | 371                                            |
| 1895 | 1895                                           |                                                | 388                                            | 388                                            |
| 1905 | 1905                                           |                                                | 413                                            | 413                                            |
| 1910 | 1910                                           |                                                | 370                                            | 370                                            |
| 1925 | 1925                                           |                                                | 419                                            | 419                                            |
| 1939 | 1939                                           |                                                | 403                                            | 403                                            |
| 1946 | 1946                                           |                                                | 578                                            | 578                                            |
| 1950 | 1950                                           |                                                | 618                                            | 618                                            |
| 1956 | 1956                                           |                                                | 564                                            | 564                                            |
| 1961 | 1961                                           |                                                | 512                                            | 512                                            |
| 1967 | 1967                                           |                                                | 504                                            | 504                                            |
| 1970 | 1970                                           |                                                | 498                                            | 498                                            |
| 1980 | 1980                                           |                                                | ?                                              | ?                                              |
| 1990 | 1990                                           |                                                | ?                                              | ?                                              |
| 2000 | 2000                                           |                                                | ?                                              | ?                                              |
| 2011 | 2011                                           |                                                | 363                                            | 363                                            |
| 2018 | 2018                                           |                                                | 388                                            | 388                                            |
| Datenquelle: Historisches Gemeindeverzeichnis für Hessen: Die Bevölkerung der Gemeinden 1834 bis 1967. Wiesbaden: Hessisches Statistisches Landesamt, 1968. Weitere Quellen: LAGIS; Stadt Bebra; Zensus 2011 |                                                |                                                |                                                |                                                |

Historische  Religionszugehörigkeit
| • 1885: | 364 evangelische (= 98,11 %), 7 anderes christliche-konfessionelle (= 1,89 %) Einwohner |
| • 1961: | 477 evangelische (= 93,16 %), 33 katholische (= 6,56 %) Einwohner                       |

## Politik
Für Asmushausen besteht ein Ortsbezirk (Gebiete der ehemaligen Gemeinde Asmushausen) mit Ortsbeirat und Ortsvorsteher nach der Hessischen Gemeindeordnung.
Der Ortsbeirat besteht aus sieben Mitgliedern. Bei den Kommunalwahlen in Hessen 2021 betrug die Wahlbeteiligung zum Ortsbeirat 68,23 %. Alle Kandidaten gehörten der „Bürgerliste Asmushausen“ an. Der Ortsbeirat wählte Richard Berge zum Ortsvorsteher.

## Infrastruktur
- In Asmushausen gibt es ein solarbeheiztes Freibad aus den 1960er Jahren, welches von einem Förderverein von 2003 bis 2010 in Eigenleistung renoviert wurde und in den Sommermonaten betrieben wird.
- Sehenswert ist der Wildpark Elferstaler Teiche.